# Paul Schuppen
Paul Schuppen (Koekelberg, 26 augustus 1899 - 13 maart 1986) was een Belgische voetballer en voetbalcoach.

## Carrière
Paul Schuppen werd geboren in de Brusselse gemeente Koekelberg. Hij sloot zich na de Eerste Wereldoorlog aan bij voetbalclub SC Anderlecht. Schuppen was een aanvaller en was er in 1921 bij toen Anderlecht voor het eerst naar Eerste Klasse promoveerde. In 1928 ruilde Schuppen Anderlecht in voor het bescheiden CS Brainois. Tot zijn 38ste bleef hij aangesloten bij de Waalse club.
In december 1945 verving Schuppen bij Anderlecht gedurende zes wedstrijden trainer Emile Defevere, met wie hij in de jaren 20 nog had samengespeeld. Defevere overleed enkele weken later. Schuppen werd uiteindelijk opgevolgd door de Engelsman John Kennedy.